# یوسف مرحبا
یوسف مرحبا (۱۳۲۹ - ۱۳۶۰) قاضی، حقوقدان و نماینده حاکم شرع در آستارا بود که پس از چند مرتبه ترور ناموفق، سرانجام در اول شهریور ۱۳۶۰ توسط مجاهدین خلق کشته شد. برادر او شاپور مرحبا، نماینده سابق مجلس شورای اسلامی است.

## دوران زندگی

### پیش از انقلاب
یوسف مرحبا در سال ۱۳۲۹ در روستای ویرمونی در نزدیکی شهر آستارا متولد شد. پس از اتمام تحصیلات ابتدایی در زادگاه خود، تحصیلات متوسطه را در دبیرستان حکیم نظامی ادامه داد. با شرکت در کنکور سراسری، در دانشگاه فردوسی مشهد پذیرفته شده و مشغول به تحصیل در رشتهٔ فقه و مبانی حقوق اسلامی شده و در حضور استادانی همچون محمدتقی جعفری در کمتر از چهار سال، مدرک کارشناسی خود را اخذ می‌کند. او در حین دفاع از پایان‌نامه خود با عنوان «تاریخ ادب و ادبا از جرجی زیدان»، توسط استاد راهنمای خود با لفظ پروفسور خطاب شده بود. وی در زمان تحصیل در دانشگاه، کتاب «قرآن در اسلام» را نگاشته بود که در شهریور ۱۳۶۱ توسط بنیاد شهید انقلاب اسلامی چاپ و منتشر گردید.
مرحبا زمانی که به شهر خود برای مرخصی تحصیلی می‌آمد عکس، پیام‌ها، کتاب و نوار سخنرانی آیت‌الله خمینی را در آستارا پخش می‌کرد و آخرین بار که توسط عناصر ساواک لو رفته بود از آستارا گریخته و مدت‌ها در شهرهای دیگر به صورت گمنام زندگی کرده بود. همسر مرحبا نقل می‌کند که یوسف مرحبا کتاب‌هایی از جمله فاطمه، فاطمه است را علی‌رغم ممنوعه بودن، مطالعه کرده و در اختیار دیگران نیز می‌گذاشت که تحت تعقیب بودن وی از سوی ساواک باعث شده بود تا همسرش به همراه مادر خود، این کتاب‌ها را در حیاط منزل دفن کنند.
او در سال ۱۳۵۴ به خدمت سربازی اعزام شده و پس از گذراندن سربازی در شهر اردبیل، ابتدا در دانشسرا و سپس در دبیرستان به تدریس قرآن و زبان عربی می‌پردازد.

### پس از انقلاب
پس از انقلاب اسلامی، ابتدا در کمیته انقلاب اسلامی و سپس در سپاه پاسداران انقلاب اسلامی، فعالیت رسمی خویش را آغاز کرد. یوسف مرحبا به همراه برادران خود یونس، هوشنگ و شاپور در تأسیس سپاه ناحیه آستارا نقش اساسی داشته و با تجربه حاصل از این کار، به تأسیس سپاه ناحیه طوالش نیز اقدام کرده بودند. وی در مدت فعالیت خود در سپاه، جانشین فرماندهی و فرمانده عملیات سپاه پاسداران آستارا را بر عهده داشت. اما در کنار فعالیت‌های نظامی، وی به تدریس در دبیرستان حکیم نظامی، شرکت در انجمن‌های اسلامی و تدریس قرآن در مساجد و پایگاه‌ها نیز می‌پرداخت. با آغاز جنگ ایران و عراق، به صورت داوطلبانه به مدت ۶ ماه، راهی مناطق جنگی شد. پس از بازگشت، به سمت نماینده حاکم شرع و رئیس دادگاه انقلاب اسلامی آستارا منصوب شد. وی در همین دوران، نگارش چند کتاب را آغاز نموده بود که ناتمام ماندند.
از آنجا که مرحبا رئیس دادگاه انقلاب بود، در بیشتر جلسات اداری شهر حضور داشت که پس یکی از همین جلسات، کشته شد. مرحبا پس از چند ترور ترور نافرجام که فقط به زخمی شدن او منجر می‌گردید، در ساعت ۱۲:۳۰ ظهر روز یک‌شنبه ۱ شهریور ۱۳۶۰ پس از پایان جلسه شورای امتحانات اداره آموزش و پرورش شهرستان آستارا و در حین بازگشت به دادگاه، به ضرب سه گلوله از ناحیه قلب، سر و دست مورد هدف قرار گرفته و کشته می‌شود. او در تاریخ ۲۰ مرداد همان سال نیز هدف ترور قرار گرفته بود.
با این که آن زمان مقر سپاه پاسداران آستارا در فاصله چند ده متری محل ترور بود، ضاربین توانستند پس از اتمام عملیات فوق، متواری شوند. شاپور مرحبا برادر کوچک‌تر وی که با شنیدن این خبر، از منطقه سرپل ذهاب به آستارا بازگشته بود نیز هدف ترور ناموفق قرار گرفت. وی پس از چندی، با همراهی تعدادی از پاسداران برای دستگیری ضاربین برادرش، عازم ارتفاعات منطقه شده و پس از کشته شدن تعدادی از آنان در این درگیری، تعدادی از افراد مظنون را دستگیر نموده و تحویل دادگاه انقلاب داد.

## اندیشه سیاسی
« آرزو داشتیم که حکومت اسلامی برپا شود. حال که برپا شده است، رفتگری هم در این  نظام افتخار است چرا که در رأس این حکومت، ولایت فقیه است و من نیز سرباز این ولایت هستم. »

بخشی از سخنرانی یوسف مرحبا در مسجد عباسیه آستارا
مرحبا در علوم قرآنی، زبان و ادبیات عربی تبحر داشت. از فعالیت‌های علمی او می‌توان به نوشتن کتاب‌های زیر اشاره کرد:
- قرآن در اسلام
- اصول اعتقادات در اسلام (به زودی منتشر خواهد شد)

## خانواده
یوسف مرحبا صاحب چهار فرزند خردسال بود که پس از او، سرپرستی خانواده‌اش بر عهده شاپور مرحبا قرار گرفت. فرزند ارشد وی غلامرضا مرحبا اقتصاددان بوده و از کارشناسان ارشد بانک ملی ایران است که با ردصلاحیت شاپور مرحبا نماینده دوره‌های چهارم، پنجم و هفتم، در دهمین دوره انتخابات مجلس شورای اسلامی با شعار «راه ناتمام را تمام می‌کنیم» شرکت کرده و کاندیدای مورد حمایت ائتلاف بزرگ اصولگرایان بوده و نتیجه را به ولی داداشی واگذار کرد.

## مستند زندگی
مستند زندگی یوسف مرحبا در سال ۱۳۹۴ توسط صداوسیما تولید و از شبکه‌های اول و دوم سیما پخش شده بود.

## یادبودها
به علت این‌که یوسف مرحبا در دبیرستان حکیم نظامی به تحصیل و تدریس پرداخته بود، نام این دبیرستان به «دبیرستان معلم شهید یوسف مرحبا» تغییر نام پیدا کرد.
در مراسم بزرگداشت یوسف مرحبا که در آخرین شب مرداد ۱۳۹۳ برگزار شد، جعفر شجونی از اعضای جامعه روحانیت مبارز به عنوان سخنران اصلی مراسم به بیان ویژگی‌های شخصیتی مرحبا پرداخته و تداوم راه وی را سبب بقای نظام عنوان کرد.
در روز ۲۰ اسفند ۱۳۹۴ و سالروز تأسیس بنیاد شهید، سردیس وی با حضور مردم و مسئولین، در ورودی مزار شهدای آستارا نصب شد.